# اکسی‌مسترون
اکسی‌مسترون (به انگلیسی: Oxymesterone) با فرمول شیمیایی C۲۰H۳۰O۳ یک ترکیب شیمیایی با شناسه پاب‌کم ۷۲۰۶۱ است. که جرم مولی آن ۳۱۸٫۴۵ g/mol می‌باشد.